# (2110) Мур-Ситтерли
(2110) Мур-Ситтерли (англ. Moore-Sitterly) — типичный астероид главного пояса, который был открыт 7 сентября 1962 года в рамках проекта IAP в обсерватории им. Гёте Линка и назван в честь американской женщины-астронома Шарлотты Мур-Ситтерли.

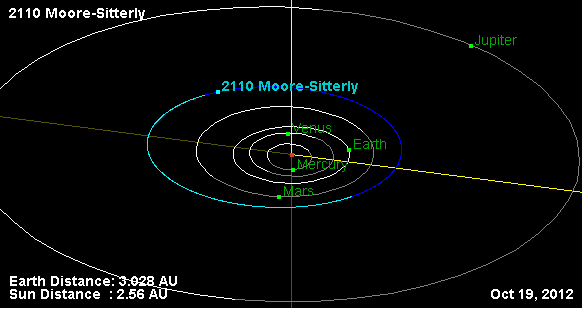
Орбита астероида Мур-Ситтерли и его положение в Солнечной системе